# Degtyarov DS-39
Degtyarov DS-39 (tiếng Nga:Дегтярёва Станковый образца 1939 года) là súng máy hạng trung của Liên Xô được thiết kế bởi Vasily Degtyaryov và được sử dụng trong chiến tranh thế giới thứ hai. Công việc thiết kế loại súng này được bắt đầu vào đầu năm 1930 và nó đã được đưa vào sử dụng trong Hồng quân vào tháng 9 năm 1939. Khoảng 10.000 khẩu đã được sản xuất từ năm 1939 đến 1941 nhưng loại súng này không được thành công lắm trong chiến đấu nên nó đã bị ngừng sản xuất sau chiến dịch Barbarossa vào tháng 6 năm 1941 với việc các nhà máy chuyển sang sản xuất loại súng máy PM M1910.
Khoảng 200 khẩu đã bị Phần Lan lấy được năm 1941 và đưa vào sử dụng trong quân đội Phần Lan.